# Dystrykt Marcona
Dystrykt Marcona – dystrykt w Peru w prowincji Nazca. Stolicą dystryktu jest miasto San Juan de Marcona. Rejon Marcona znany jest ze znajdujących się tam złóż rud żelaza. Oprócz górnictwa głównym zajęciem ludności jest rybołówstwo.
Dystrykt zajmuje powierzchnię ok. 1955,36 km², zamieszkiwany jest przez ok. 12 tys. mieszkańców (dane z 2007 roku). Głównym przedsiębiorstwem, zajmującym monopolistyczną pozycję na terenie dystryktu jest firma wydobywcza Shougang-Hierro Peru, należąca do chińskiego koncernu Shougang Corporation, która prowadzi odkrywkową kopalnię rud żelaza. Budynki będące jej własnością zajmują większość powierzchni stolicy dystryktu.